# Мексікан-Гет (Юта)
Мексікан-Гет (англ. Mexican Hat) — переписна місцевість (CDP) в США, в окрузі Сан-Хуан штату Юта. Населення — 21 особа (2020).

## Географія
Мексікан-Гет розташований за координатами 37°10′37″ пн. ш. 109°53′1″ зх. д. / 37.17694° пн. ш. 109.88361° зх. д. (37.176854, -109.883606).  За даними Бюро перепису населення США в 2010 році переписна місцевість мала площу 22,08 км², з яких 21,28 км² — суходіл та 0,80 км² — водойми.

## Демографія
Згідно з переписом 2010 року, у переписній місцевості мешкала 31 особа в 17 домогосподарствах у складі 9 родин. Густота населення становила 1 особа/км².  Було 23 помешкання (1/км²).
Расовий склад населення:
| - 90,3 % — білих - 9,7 % — корінних американців |

До двох чи більше рас належало 0,0 %. Частка іспаномовних становила 0,0 % від усіх жителів.
За віковим діапазоном населення розподілялося таким чином: 6,5 % — особи молодші 18 років, 51,6 % — особи у віці 18—64 років, 41,9 % — особи у віці 65 років та старші. Медіана віку мешканця становила 54,5 року. На 100 осіб жіночої статі у переписній місцевості припадало 121,4 чоловіків;  на 100 жінок у віці від 18 років та старших — 123,1 чоловіків також старших 18 років.

Цивільне працевлаштоване населення становило 0 осіб. 